# Carl-Olof Alm
Carl-Olof Alm, folkbokförd Karl Olof Stig Alm, född 21 mars 1925 i Maria Magdalena församling, Stockholm, död 17 oktober 1996 i Katarina församling, Stockholm, var en svensk skådespelare.
Alm var även textförfattare och komponerade några melodier. Han är gravsatt i minneslunden på Katarina kyrkogård i Stockholm.

## Filmografi i urval
- 1944 – Hets
- 1948 – Flottans kavaljerer
- 1950 – Motorkavaljerer
- 1950 – Fästmö uthyres
- 1950 – Två trappor över gården
- 1953 – Ursula – flickan i finnskogarna
- 1954 – Farlig frihet
- 1955 – Flottans muntergökar
- 1955 – Våld
- 1955 – Bröderna Östermans bravader
- 1956 – Flamman
- 1956 – Nattbarn
- 1957 – Åsa-Nisse i full fart
- 1957 – Klarar Bananen Biffen?
- 1957 – Ingen morgondag
- 1958 – Mannekäng i rött
- 1958 – Körkarlen
- 1960 – Åsa-Nisse som polis
- 1963 – Den gula bilen
- 1963 – Prins Hatt under jorden
- 1963 – Mordvapen till salu
- 1964 – Wild West Story
- 1964 – Är du inte riktigt klok?
- 1966 – Myten
- 1966 – Heja Roland!
- 1967 – Roseanna
- 1968 – Sarons ros och gubbarna i Knohult
- 1970 – Grisjakten
- 1972 – Klara Lust
- 1973 – Ebon Lundin
- 1976 – Långt borta och nära
- 1984 – Lykkeland
- 1984 – Mannen från Mallorca
- 1985 – Falsk som vatten
- 1987 – Mälarpirater

### TV-produktioner
- 1959 - Romeo och Julia i Östberlin
- 1961 - Soldaten och kvinnan
- 1963 – Topaze (TV-teater)
- 1964 – Henrik IV
- 1966 - Woyzeck
- 1967 - Drottningens juvelsmycke
- 1967 - Fadren
- 1974 - Gustav III
- 1975 – Tjocka släkten (TV-serie)
- 1977 – Soldat med brutet gevär (TV-serie)
- 1978 – Hedebyborna (TV-serie)
- 1980 – Mördare! Mördare!
- 1981 – Hundarnas morgon
- 1983 – Spanarna (TV-serie)
- 1984 – Träpatronerna (TV-serie)
- 1985 – Lösa förbindelser (TV-serie)
- 1988 – Som man ropar (TV-serie)
- 1988 – Kråsnålen (TV-serie)

## Teater

### Roller (ej komplett)
| År   | Roll                     | Produktion                                                                       | Regi                | Teater                                  |
| ---- | ------------------------ | -------------------------------------------------------------------------------- | ------------------- | --------------------------------------- |
| 1948 | Edgard Murdstone         | David Copperfield Charles Dickens och Max Maurey                                 | Olle Hilding        | Dramaten                                |
| 1949 | Hovmästaren Hovpoeten    | Lycko-Pers resa August Strindberg                                                | Göran Gentele       | Dramaten                                |
| 1949 | Bumburra                 | Sanningens pärla Zacharias Topelius                                              | Keve Hjelm          | Dramaten                                |
| 1950 | Andre mannen             | Brand Henrik Ibsen                                                               | Alf Sjöberg         | Dramaten                                |
| 1950 | Vidrik, Tullas son       | Ljungby horn Frans Hedberg                                                       | Carl-Henrik Fant    | Dramaten                                |
| 1950 | Andre pressmannen        | Tokiga grevinnan (La folle de chaillot) Jean Giraudoux                           | Olof Molander       | Dramaten                                |
| 1950 | Herr Kramer              | Jagande efter vind (Summer and Smoke) Tennessee Williams                         | Per-Axel Branner    | Nya Teatern                             |
| 1951 | Dragonen                 | Clérambard Marcel Aymé                                                           | Per-Axel Branner    | Nya Teatern, 1 februari 1951            |
| 1951 | Edgar/Léon               | Boboll (Bobosse) André Roussin                                                   | Per-Axel Branner    | Riksteatern                             |
| 1952 | Peter Winter             | Familjens vita får (The White Sheep of the Family) L. du Garde Peach och Ian Hay | Per-Axel Branner    | Nya Teatern Folkparksturné              |
| 1952 |                          | Ett huvud kortare (La tête des autres) Marcel Aymé                               |                     | Göteborgs stadsteater, augusti 1952     |
| 1953 |                          | Änglavakt (La Cuisine des anges) Albert Husson                                   |                     | Göteborgs stadsteater                   |
| 1953 | Rosenkranz, hovman       | Hamlet William Shakespeare                                                       |                     | Göteborgs stadsteater, 9 september 1953 |
| 1954 | Jacob Johan Anckarström  | Gustav III August Strindberg                                                     |                     | Göteborgs stadsteater, 13 januari 1954  |
| 1955 | Clitandre                | I afton kl. 8: George Dandin (George Dandin ou le Mari confondu) Molière         | Sam Besekow         | Alléteatern                             |
| 1955 | Kråkan                   | I afton kl. 8: Jag talar till dig (Talking to You) William Saroyan               | Hans Lagerkvist     | Alléteatern                             |
| 1955 | Löjtnanten               | I afton kl. 8: Ödets man (The Man of Destiny) George Bernard Shaw                | Isa Quensel         | Alléteatern                             |
| 1955 | Richard Featherways      | I afton kl. 8: Familjealbumet (Family Album) Noël Coward                         | Sam Besekow         | Alléteatern                             |
| 1957 | Emory Wages              | Ont blod (The Bad Seed) Maxwell Anderson                                         | Per-Axel Branner    | Alléteatern                             |
| 1959 | Tarara                   | Krukan (La giara) Luigi Pirandello                                               | Nils Olsén          | Dramaten                                |
| 1964 | Vakten Koudir            | Skärmarna (Les Paravents) Jean Genet                                             | Per Verner-Carlsson | Stockholms stadsteater                  |
| 1964 | Amerikanske ambassadören | Karusellen (The Apple Cart) George Bernard Shaw                                  | Georg Funkquist     | Stockholms stadsteater                  |
| 1980 |                          | Så tuktas en argbigga (The Taming of the Shrew) William Shakespeare              | Katariina Lahti     | Norrbottensteatern                      |

## Radioteater
| År   | Roll              | Produktion                       | Regi             |
| ---- | ----------------- | -------------------------------- | ---------------- |
| 1950 | Dick, Sammys bror | Det hemliga rummet Nigel Balchin | Henrik Dyfverman |

### Fotnoter
1. 1 2  ”Carl-Olof Alm”. Svensk Filmdatabas. http://www.sfi.se/sv/svensk-filmdatabas/Item/?type=PERSON&itemid=61813&ref=%2ftemplates%2fSwedishFilmSearchResult.aspx%3fid%3d1225%26epslanguage%3dsv%26searchword%3dCarl-Olof+Alm%26type%3dPerson%26match%3dBegin%26page%3d1%26prom%3dFalse. Läst 20 september 2012.
2. ↑  SvenskaGravar
3. ↑  ”Jagande efter vind”. Musik- och Teaterbiblioteket. https://calmview.musikverk.se/CalmView/Record.aspx?src=CalmView.Performance&id=PERF14171&pos=996. Läst 31 maj 2025.
4. ↑  Dagens Nyheter 12 augusti 1950 sid.7
5. ↑  Dagens Nyheter 1 februari 1951 sid.10
6. ↑  Age (30 maj 1951). ”Klart för turnéer”. Dagens Nyheter:  s. 32. https://arkivet.dn.se/tidning/1951-05-30/142/32. Läst 3 juni 2018.
7. ↑  ”Boboll”. Musik- och Teaterbiblioteket. https://calmview.musikverk.se/CalmView/Record.aspx?src=CalmView.Performance&id=P12079&pos=835. Läst 12 juli 2025.
8. ↑  ”Familjens vita får”. Musik- och Teaterbiblioteket. https://calmview.musikverk.se/CalmView/Record.aspx?src=CalmView.Performance&id=P12080&pos=839. Läst 12 juli 2025.
9. ↑  ”Ett handtag åt enaktaren”. Dagens Nyheter:  s. 18. 2 januari 1955. http://arkivet.dn.se/arkivet/tidning/1955-01-02/1/18. Läst 20 januari 2016.
10. ↑  Ebbe Linde (6 april 1957). ”'Ont blod' på  Alléteatern”. Dagens Nyheter:  s. 14. https://arkivet.dn.se/tidning/1957-04-06/95/14. Läst 27 december 2021.
11. ↑  Niklas Rådström (12 oktober 1980). ”Bländande 'Argbigga'”. Dagens Nyheter:  s. 16. https://arkivet.dn.se/tidning/1980-10-12/279/16. Läst 11 maj 2024.
12. ↑  ”Radioprogrammet”. Dagens Nyheter:  s. 30. 30 mars 1950. https://arkivet.dn.se/tidning/1950-03-30/86/30. Läst 19 december 2021.